# Villa Hedwig
Die Villa Hedwig ist ein Wohnhaus am Körnerweg 2 / Ecke Meißner Straße im Stadtteil Niederlößnitz der sächsischen Stadt Radebeul. Es wurde 1871 durch den dort lebenden Zeichner, Illustrator und Aquarellmaler Herbert König erweitert.

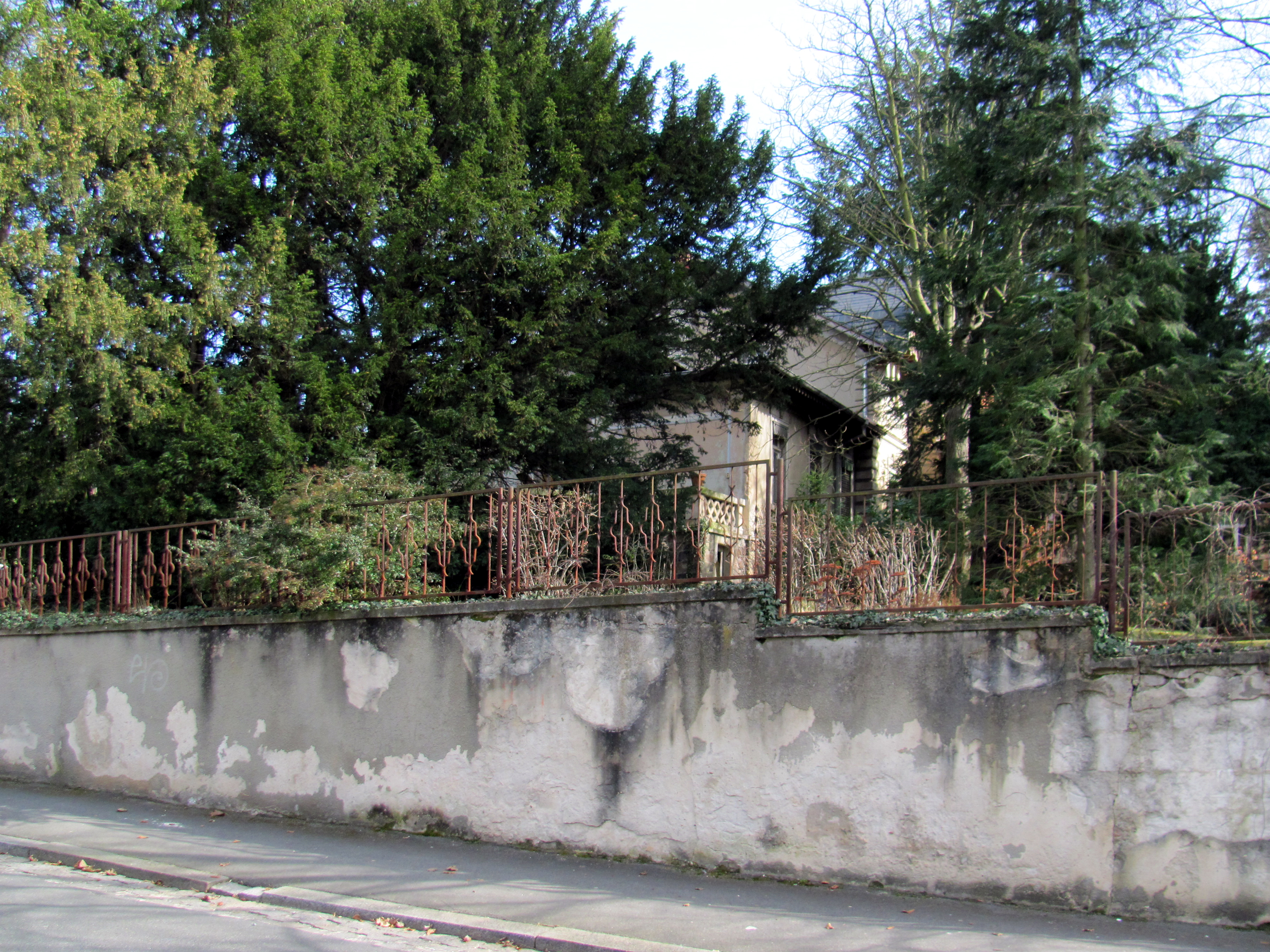
Villa Hedwig

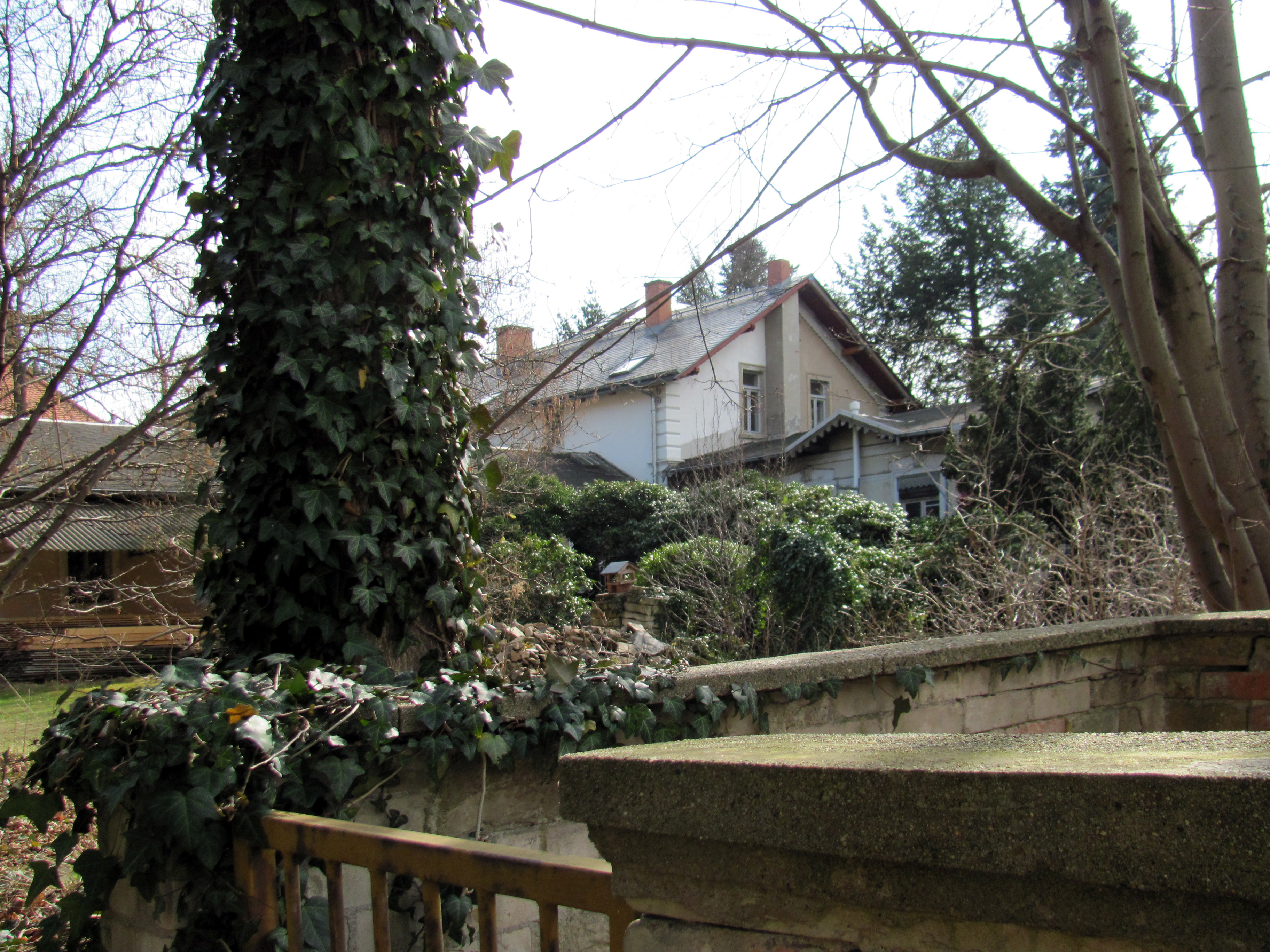
Villa Hedwig

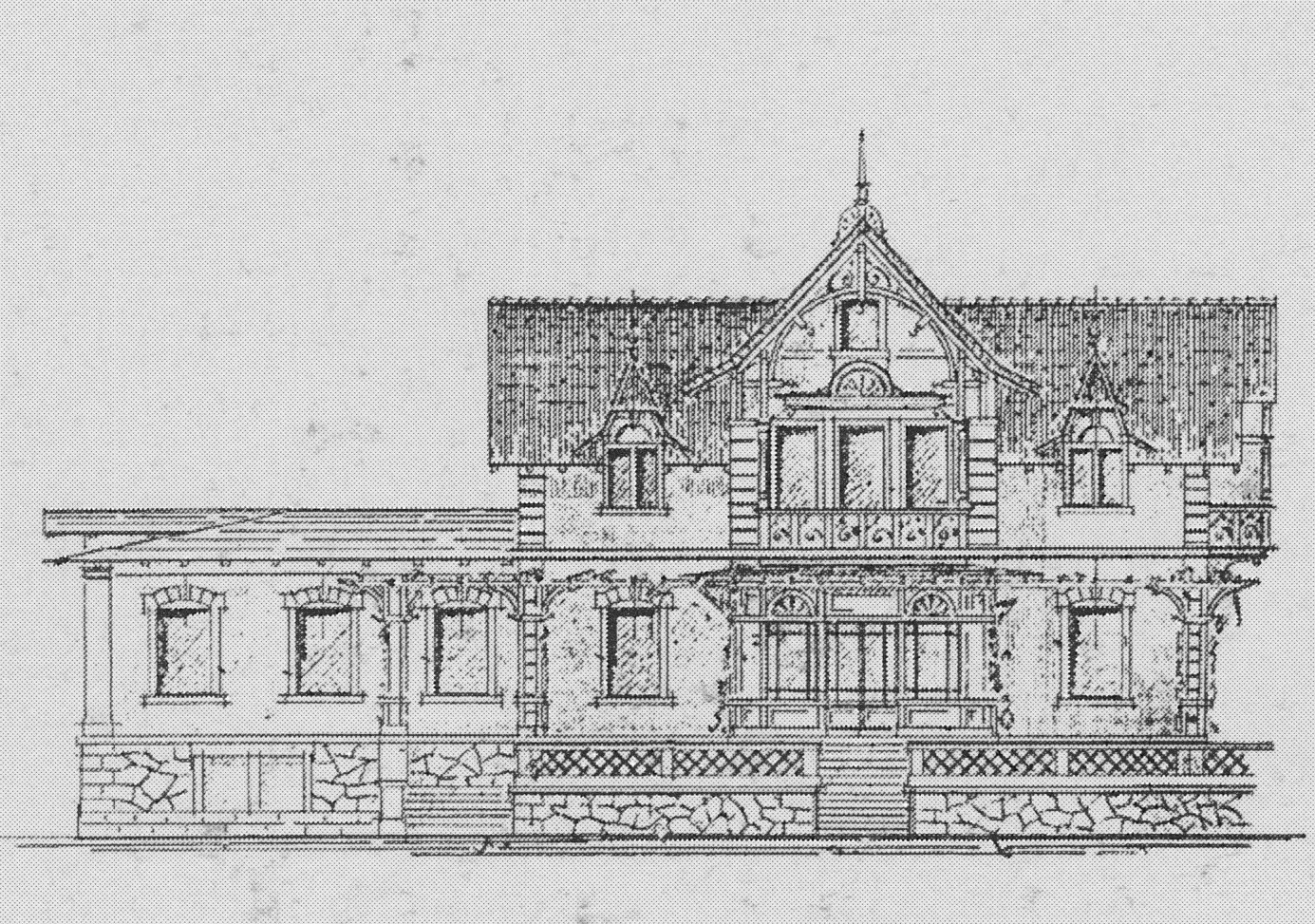
Bauzeichnung, 1893: Ansicht von der Meißner Straße

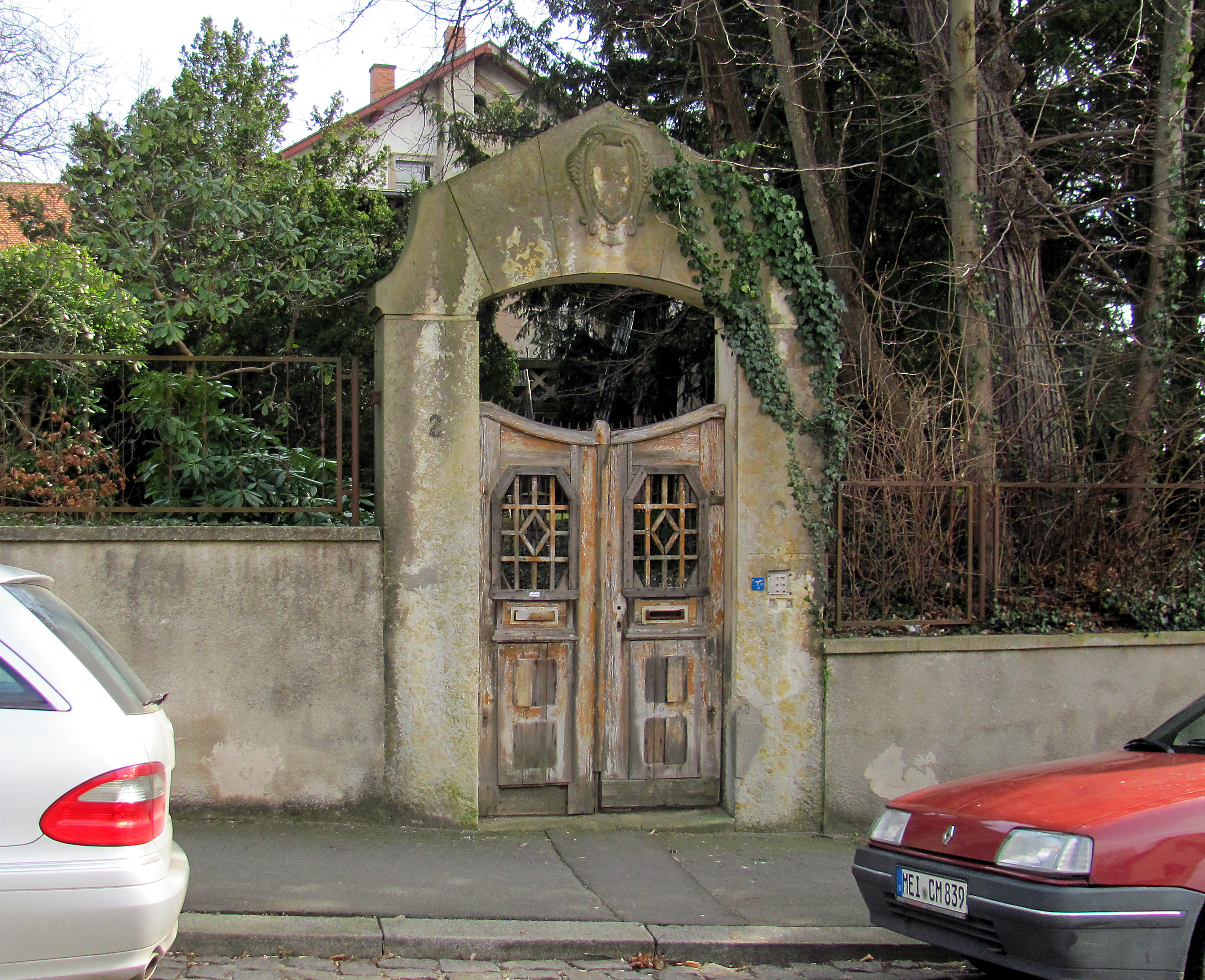
Villa Hedwig: Tor am Körnerweg

## Beschreibung
Die anderthalbgeschossige, unter Denkmalschutz stehende Villa hat einen geschosshohen Kniestock sowie ein Satteldach. In der Hauptansicht am Hang zur Meißner Straße befindet sich ein zweigeschossiger Mittelrisalit mit einem hohen Gesprengegiebel, davor findet sich eine hölzerne Veranda mit Freitreppe zur Hangterrasse, von dieser wiederum geht eine Treppe zum Garten.
In der linken Seitenansicht befindet sich zum Körnerweg hin am Giebel der eingeschossige Salonanbau mit einem sehr flachen Dach, davor eine halbrunde Terrasse mit einer Balustrade. In der rechten Seitenansicht befindet sich unter dem weit herausgezogenen Satteldach ein Holzbalkon. Auf der Bergseite des Hauses stehen eingeschossige Nebengebäude.
Das geputzte Gebäude ist durch Gesimse und Eckquaderungen gegliedert, die Fenster tragen Klappläden und im Dach befinden sich „eigenwillig gestaltete“ Giebelgauben.
Die Denkmalpflege bewertet das Gebäude als: „bemerkenswerter Wohnbau der 2. Hälfte des 19. Jahrhunderts mit aufwändiger historisierender Fassadengestaltung und Ausstattung (unter anderem Stuckdecke), erbaut im Schweizer Stil ,baugeschichtlich und künstlerisch bedeutend“.

## Geschichte
Die Gebrüder Ziller errichteten vor 1871 am Körnerweg / Ecke Meißner Straße in Hanglage eine landhausartige Villa im Schweizerstil. Im Jahr 1869 bewohnte der königlich-sächsische „Geheime Regierungsrat und Ritter“ Gustav Traugott von Mangoldt die Villa Hedwig (Katasternummer 4B, entsprechend Körnerweg 2).
Der Zeichner Herbert König ließ durch die Zillersche Bauunternehmung 1871 zum Körnerweg hin einen eingeschossigen Salonbau anbauen. König „starb unerwartet am 13. Juni 1876 auf seinem liebgewonnenen Tusculum zu Lößnitz bei Dresden“.
1893 ließ der neue Besitzer, der Fabrikant Georg Herrmann, das Gebäude umbauen, dabei wurden die Terrasse, die Veranda, der Balkon sowie der hohe Gesprengegiebel errichtet und die bestehenden Dachfenster vergrößert.